# Боржиславка (станція метро)
50°05′54″ пн. ш. 14°21′47″ сх. д. / 50.09833° пн. ш. 14.36306° сх. д.
«Боржиславка» (чеськ. Bořislavka) - станція лінії A празького метрополітену, розташована між станціями «Дейвіцька» і Надражі Велеславин, району Воковиці, Прага 6. Станція відкрита 6 квітня 2015 на ділянці Дейвіцька - Немоцниці Мотол
Односклепінна станція глибокого закладення (глибина закладення - 28,6 м) з острівною прямою платформою. Станція без колійного розвитку.
Має виходи на вулиці Європейську (чеськ. Evropská), Горомержицьку, Ліберійську, Арабську і Камерунську. Початкова проектна назва «Червени Врх» - від назви вершини в районі Воковіце.. 
Трамвайні маршрути з'єднують «Боржиславку» з північними і західними районами (такими, як Велеславина, Лібоц тощо), автобусний маршрут - з аеропортом, районами Пршедні Копаніна, Тухомержице.

## Ресурси Інтернету
- Станція на неофіційному порталі Празького метро [Архівовано 10 вересня 2020 у Wayback Machine.](чес.)